# USS Shangri-La (CV-38)
USS Shangri-La (CV-38) — американский авианосец типа «Эссекс» времён Второй мировой войны.

## История
Авианосец вступил в строй 15 сентября 1944 года и успел принять участие во Второй мировой войне. 7 ноября 1947 года был выведен в резерв. Прошёл ремонт и модернизацию по программе SCB-27C, повторно вошёл в строй 1 февраля 1955 года. 1 октября 1952 года «Шангри-Ла» переклассифицирован в атакующий авианосец, получил индекс CVA-38. В сентябре 1956 года корабль принял участие в проведении рекордных полетов реактивных самолётов FJ-3, F3H-2N и A-3D. В апреле 1961 года принимал участие в операция по высадке десанта на Кубе в заливе Свиней. 11 сентября 1961 года вместе с систершипом «Энтитем» участвовал в устранении последствий урагана в Галвестоне, штат Техас. В августе 1965 года в водах Средиземного моря столкнулся с эсминцем USS Perry. 30 июня 1969 года переклассифицирован в противолодочный авианосец, получил индекс CVS-38: в новом качестве принял участие во Вьетнамской войне, совершил один боевой поход, 5 марта—17 декабря 1970 года.
30 июля 1971 года выведен из строя и отправлен в резерв. Списан 15 июля 1982 года, впоследствии разрезан на металл.